# Hell und voll
Hell und voll ist ein Walzer von Johann Strauss (Sohn) (op. 216). Das Werk wurde am 25. Januar 1859 im Sofienbad-Saal in Wien erstmals aufgeführt.

## Einzelnachweis
1. ↑  Quelle: Englische Version des Booklets (Seite 103) in der 52 CDs umfassenden Gesamtausgabe der Orchesterwerke von Johann Strauß (Sohn), Hrsg. Naxos (Label). Das Werk ist als fünfter Titel auf der 39. CD zu hören.